# جسر وانكسيان

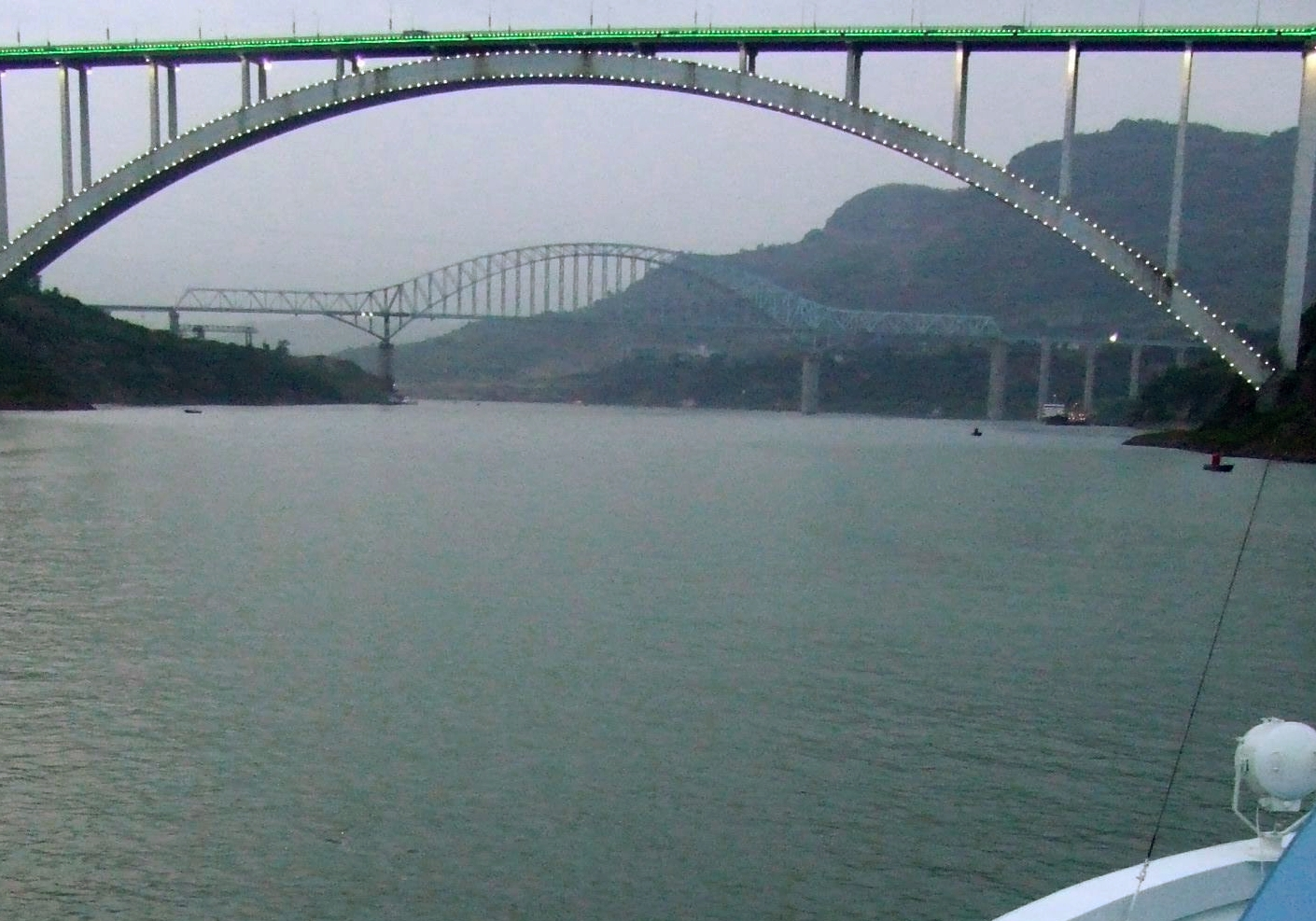
جسر وانكسيان على من نهر يانغتسي

جسر وانكسيان (صينية مبسطة: 万县长江大桥 ؛ صينية تقليدية: 萬縣長江大 ؛ بينيين: Wànxiàn Chángjiāng dàqiáo) هو جسر ذو شكل قوسي و مصنوع من الخرسانة المسلحة، و يقطع الجسر نهر يانغتسي بالقرب من مدينة تشونغتشينغ في الصين.

فتح الجسر أمام حركة المرور في 1997، و يكون قوسه محمل طوله 420 م، ويجعله بذلك الأكبر في العالم في صنفه (جسر قوسي من الخرسانة المسلحة) و أمام جسر كرك في كرواتيا (فتح في 1980 بمحمل طوله 390 متر).

## وصف عام
الجسر هو جسر قوسي، طول محمله الرئيسي 420 متر (المسافة بين أقصى جوانب القوس) بينما الطول الإجمالي هو 856 متر.

جوهر استعمال الجسور القوسية هو الابتعاد قدر الإمكان عن بناء جسور كبيرة ذات ركائز ودعائم طولية وكذلك لتكلفة الجسر القوسي التي تكون عادة أقل من تكلفة جسر عادي.

في مرحلة الدراسة والتخطيط قبل تشييد الجسر تم اقتراح العديد من أنواع الجسور مثل الجسور المعلقة، و الجسور القوسية الحديدية، إلى جانب الجسور المشبكة. لذلك ولإعتبارات اقتصادية ولنوعية المكان، كان الحل الأنسب هو الجسر القوسي حتى لو تم الالتجاء للتكنولوجيا المعمارية الحديثة.

## مقالات ذات صلة
- تشونغتشينغ
- جسر قوسي
- قائمة الجسور المقوسة